# Fractura (geología)

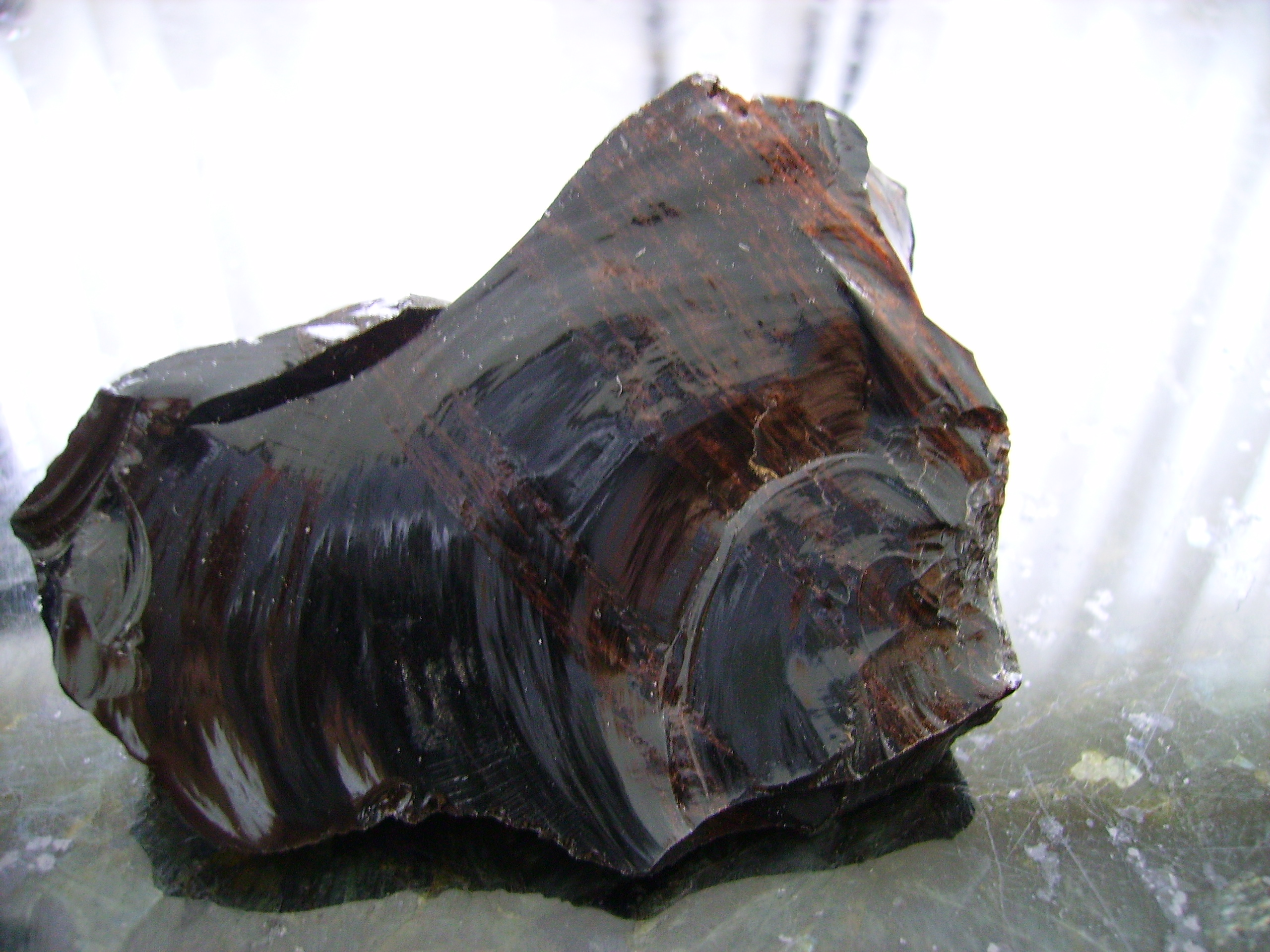
Fractura concoidal de un trozo de obsidiana

Fractura es la separación bajo presión en dos o más piezas de un cuerpo sólido. La palabra se suele aplicar tanto a los cristales o materiales cristalinos como las gemas y el metal, como a las rocas de la litosfera.

## Fractura mineral
Una fractura mineral es cada una de las formas que puede adoptar la superficie por la cual se rompe un mineral que ha sido golpeado. Las fracturas se caracterizan por su forma, brillo y textura, cuyos factores contribuyen a la identificación del mineral. Así, ateniéndose al brillo, la fractura puede ser vítrea, resinosa, cérea, etc.; la textura se expresa diciendo que la fractura es compacta, laminar, etc. La forma constituye el criterio más útil. Los minerales tenaces dan una fractura rugosa; la de los otros minerales es plana, escamosa o cónica. 
La obsidiana, el sílex y otros minerales tiene una fractura concoidea: la superficie es cóncava o convexa, como la concha de los moluscos bivalvos y, al igual que ella, presenta estrías concéntricas.
A veces, en los materiales cristalinos, los cristales individuales se fracturan sin que se divida el cuerpo. Dependiendo de la sustancia, una fractura puede reducir la resistencia del material o inhibir la transmisión de la luz (cristales ópticos).

## Fractura tectónica
Una fractura tectónica también llamada litoclasa, es una grieta o discontinuidad  de la litosfera producida por fuerzas tectónicas. Se forman cuando se supera la resistencia mecánica del terreno a la deformación (plegamiento) y se rompe. En las diaclasas o fracturas simples, no hay desplazamiento, los dos bordes conservan sus posiciones relativas uno frente a otro. Por el contrario, en las fallas o paraclasas, los dos bloques afectados se desplazan entre sí.
El desarrollo de fractruas en una masa de roca conlleva a una pérdida de cohesión y a un aumento de la porosidad y la permeabilidad. Cabe recalcar que los planos de clivaje no consitituyen necesariamente fracturas y que los estilolitos tampoco deben confundirse con fracturas.